# 二翅六道木
二翅六道木（学名：Abelia macrotera）为忍冬科六道木属的植物，是中国的特有植物。分布在中国大陆的河南、陕西、湖北、云南、湖南、四川、贵州等地，生长于海拔950米至1,000米的地区，多生长在路边灌丛中和溪边林下，目前尚未由人工引种栽培。